# フィルス谷線
フィルス谷線 (フィルスだにせん、ドイツ語: Filstalbahn) はバーデン＝ヴュルテンベルク州のシュトゥットガルト中央駅とウルム中央駅を結ぶ幹線鉄道路線である。この路線は伝統的にヴュルテンベルク東部鉄道あるいは「フィルス線」と呼ばれている。この路線はプロヒンゲン - ガイスリング (シュタイゲ) 区間でフィルス川と平行に伸びている。

## 沿線概況
列車がシュトゥットガルト中央駅から東北へ向かうと、すぐヴュルツブルク・ジンゲン方面の鉄路が分岐する。その後列車はネッカー川の鉄道橋を渡り、バート・カンシュタット駅に至る。そこからレムス線、ムル線は共通で分岐する。Sバーン緩行線はメルセデス・ベンツのバート・カンシュタット工場の左を回ってシュスター線と合流する。ネッカー公園駅の南側で本線は緩行線とX字形に交差し、両線路は南側にメティンゲン駅までネッカー川及び国道10号線と平行に続く。列車は南東に向かい、エスリンゲンを経由しプロヒンゲン駅に至る。プロヒンゲン車両基地にはSバーン列車だけではなく425形、426形の電車も整備されている。輪軸損傷の場合ディーゼル動車も改修されて、燃料もそこで供給される。
プロヒンゲンからネッカー・アルプ線が分岐し、列車は東に向かいフィルス川に沿って走行する。この路線はエバースバッハ (フィルス) ・ウーヒンゲンを通過しゴェピンゲンに至る。ゴェピンゲン駅ではホーヘンシュタウフェン線とフォアアルプ線が分岐していた。ゴェピンゲン - ガイスリンゲン区間の勾配は11 ‰まで上がる。ジューセン駅からこの路線は再び南東側に曲がり、ラウター谷線は1995年までこの路線から分岐した。列車はガイスリンゲン西駅までフィルス川に沿って走る。その駅からこの路線は大きい急曲線でガイスリンゲン市を周回してガイスリンゲン (シュタイゲ) 駅に至る。途中で旧テレス線がこの路線の下を横切って、連結線も存在した。
列車はガイスリンゲン - アムシュテッテン区間で22.5 ‰の上り坂を上がる。線路の左側には建設責任者だったミヒァエル・クノル (Michael Knoll、1805~1852) の記念塔が見える。ガイスリンゲンには、貨物列車と重い旅客列車を後ろで押す為に、電気機関車が待機している。アムシュテッテン駅には右側に狭軌のアムシュテッテン - ライヒンゲン線が、左側にゲルシュテッテン方面の地方鉄道が分岐している。列車はバイマーシュテッテンまで曲線が多い区間を通過して南に進む。この路線はアウトバーン8号線の下を横切ってウルム市内へ続く。列車は13 ‰の上り坂を降りると、ブレンツ線がこの路線に合流して、ウルム貨物駅向きの連結線が分岐する。ドナウ谷線はこの路線に合流すると、間も無く列車はウルム中央駅に着く。その後ヴュルテンベルク南部鉄道とアウクスブルク - ウルム線がこの路線を継承する。

## 歴史

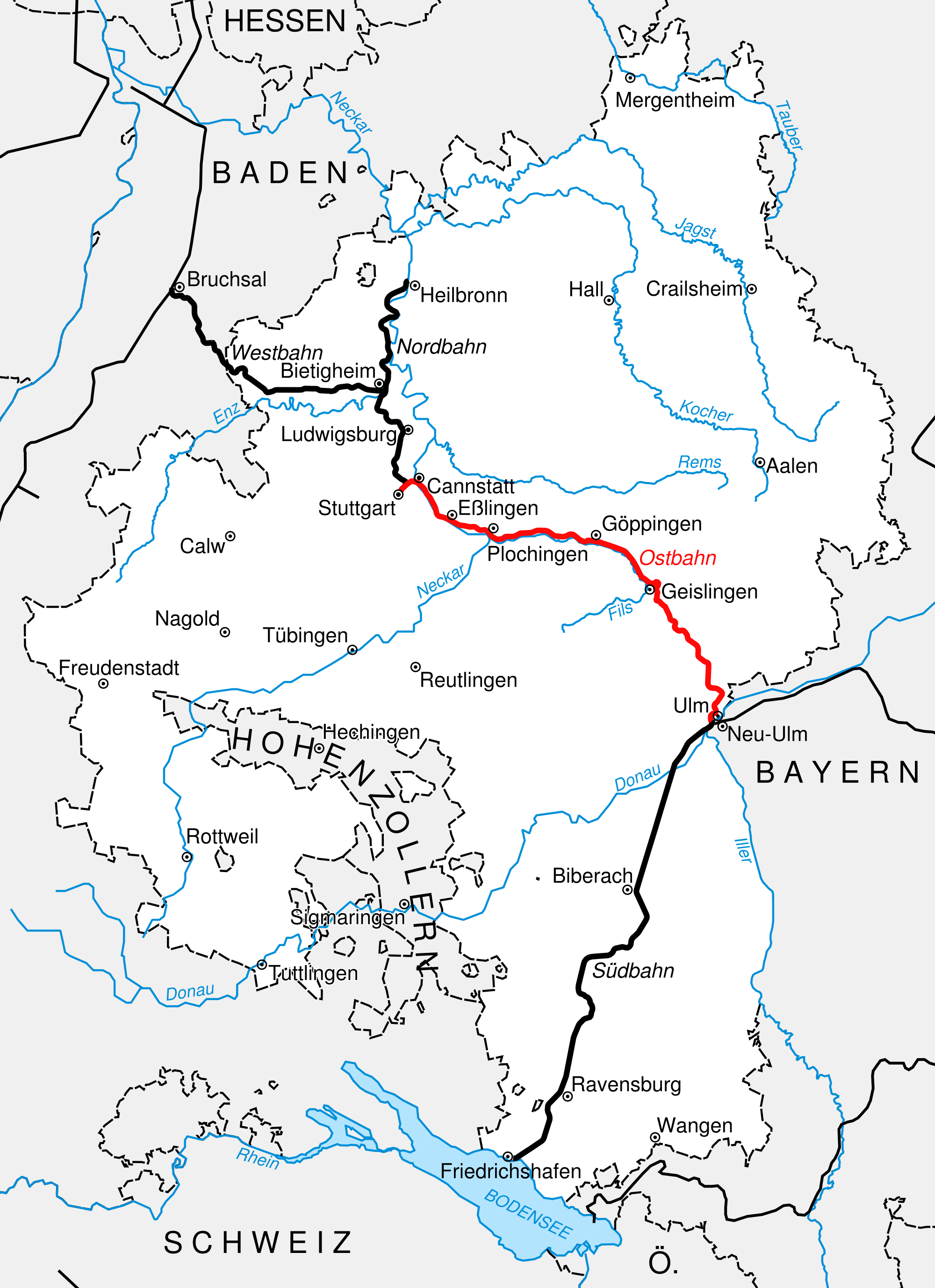
1854年のヴュルテンベルク東部鉄道

### ヴュルテンベルク王立鉄道時代
フィルス谷線は最初は東部鉄道の名でハイルブロンのネッカー川からシュトゥットガルトとウルムを経てボーデン湖に至る鉄道路線の一部として建設された。ヴュルテンベルク国王のヴィルヘルム1世は鉄道建設が必要かどうか調べることを委任した。1834年委任の報告は肯定になって、レンムス川・コッヘル川・ブレンツ川を経るシュトゥットガルト - ウルム区間の経路 (アーレン経由) を提案した。一方ウルム市は1835年末シュトゥットガルトからフィルス谷を経てウルムに至る区間と南部区間の鉄道建設を要求し始めた。
1843年4月18日ヴュルテンベルク王立鉄道が設立されて、1845年10月22日カンシュタット - ウンタートュルクハイム区間は最初に開通した。この路線は同年11月までエスリンゲン (ネッカー) まで延伸された。1846年から1850年まで全区間は4段階にかけて開通した。1850年6月28日初列車が新しい、単線のヴュルテンベルク東部鉄道の上を走った。この路線はガイスリング上り坂 (Geislinger Steige) を通過するため、シュヴァーベンジュラ山脈を貫通する最初の路線になった。勾配は1:44.5の比率で22 ‰に逹する。1862年10月12日フィルス谷線の複線化は四年間の作業の末で完了した。

### ドイツ国営鉄道時代
1933年この路線の電化は完了した。以前には特別な機関車はガイスリンゲン西駅 - アムシュテッテン区間で列車がガイスリンゲン上り坂を上がるのを補助した。1931年までシュトゥットガルト - エスリンゲン区間では複々線で改良された。1940年10月6日アイプタール駅が開業して、テレス線上の鉱山からくる列車をガイスリンゲン駅の周辺まで運行する為だった。しかし1944年9月からその駅は不要になって、1947年12月まで操車場施設として使用された。ネッカー川のローゼンシュタイン橋は第二次世界大戦の際に破壊されて、復旧まで全ての列車はバート・カンシュタット駅まで運行された。

### ドイツ連邦鉄道時代
1960年頃エスリンゲン - プロヒンゲン区間の通行量は1日あたり400編成に逹して、1963年その区間で複々線工事が始まった。急行線は時速140 kmで、通勤列車用の緩行線は120 kmで設定され、同時に踏切は全部撤去された。1960年代中ガイスリンゲン - ロン湖区間及びバイマーシュテッテン - ウンターファールハイム区間の新線建設は考慮され、ガイスリンゲンの8 kmトンネルは企画された。
ドイツ連邦交通計画1985ではプロヒンゲン - ギュンツブルクの新設・改修工事は多い通行量のため含まれていた。この計画によれば、既存線路は低速運行の為に改修されてプロヒンゲン - ギュンツブルク区間は高速新線で建設される予定だった。この新線はガイスリンゲン上り坂とウルムを迂回することになった。しかし1990年代初にこのプロジェクトはヴェンドリンゲン - ウルム高速線計画の為に放棄された。1992年この路線は密集した自動閉塞方式のCIR-ELKE(略。Computer Integrated Railroading – Erhöhung der Leistungsfähigkeit im Kernnetz。「コンピュータ統合線路運営ー核心鉄道網の性能向上」を意味す。)の設置対象と指定された。

### ドイツ鉄道時代
フィルス谷線の改修ポロジェクトの一環として線路・分岐器・駅施設などが2004年から改良されている。2005年から複合信号機システム (Ks-Signalsystem) が段階的に導入されていた。一部駅では新型発車標も設置されている。
2006年復活祭からプロヒンゲンの新しい電子式信号扱い所は運営され、既存のエスリンゲン・プロヒンゲン・エバースバッハ・ウーヒンゲンの信号扱い所を置き換えている。この信号装置でオーバートュルクハイム - ファウルンダウ区間及びネッカー＝アルプ鉄道のプロヒンゲン - ヴェンドリンゲン区間の運転整理が可能になった。ウーヒンゲン駅では追い越し用側線と既存駅舎は撤去され、連結線たけが残っている。
2006年末と2007年初に新しいコンテナー貨物駅とバイマーシュテッテン方面の連結線はウルム中央駅とバイマーシュテッテン駅の間に建設され、既存のノイウルムの貨物駅を置き換えることになった。2007年までライヒェンバッハ駅には段ボール工場の連結線があったが、線路は放置されて唯一の分岐器が撤去された。従ってその駅は2009年秋に無人駅として降等された。2009年ロン湖とウルシュプリンゲで駅舎が撤去され、ウルム方面の乗降場と遮音壁が改めて設置された。
2019年12月、定期時刻表変更の時に、イギリス系ゴーアヘッド (Go-Ahead) 社が普通列車路線を引き受けて、列車はシュトゥットガルト - ガイスリンゲン区間で約30分間隔で運行されることとなった。施設の現代化のために、ゴェッピンゲン - ウルム間は2021年8月13日から同年9月3日まで封鎖されて、その後ジューセンの運転指令所が新設された。2022年12月にヴェンドリンゲン - ウルム高速線の営業が開始されて、輸送量分担により地域輸送の拡充が可能となった。

## 運行形態

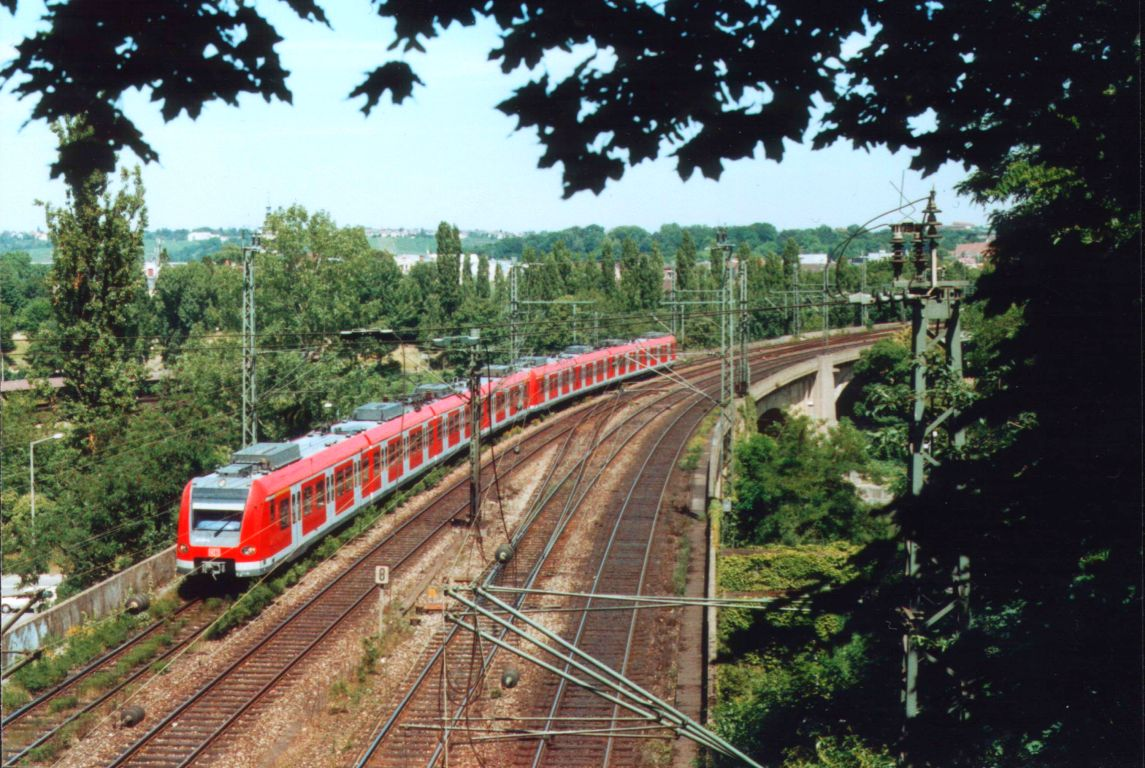
ローゼンシュタイン橋を渡るSバーン列車

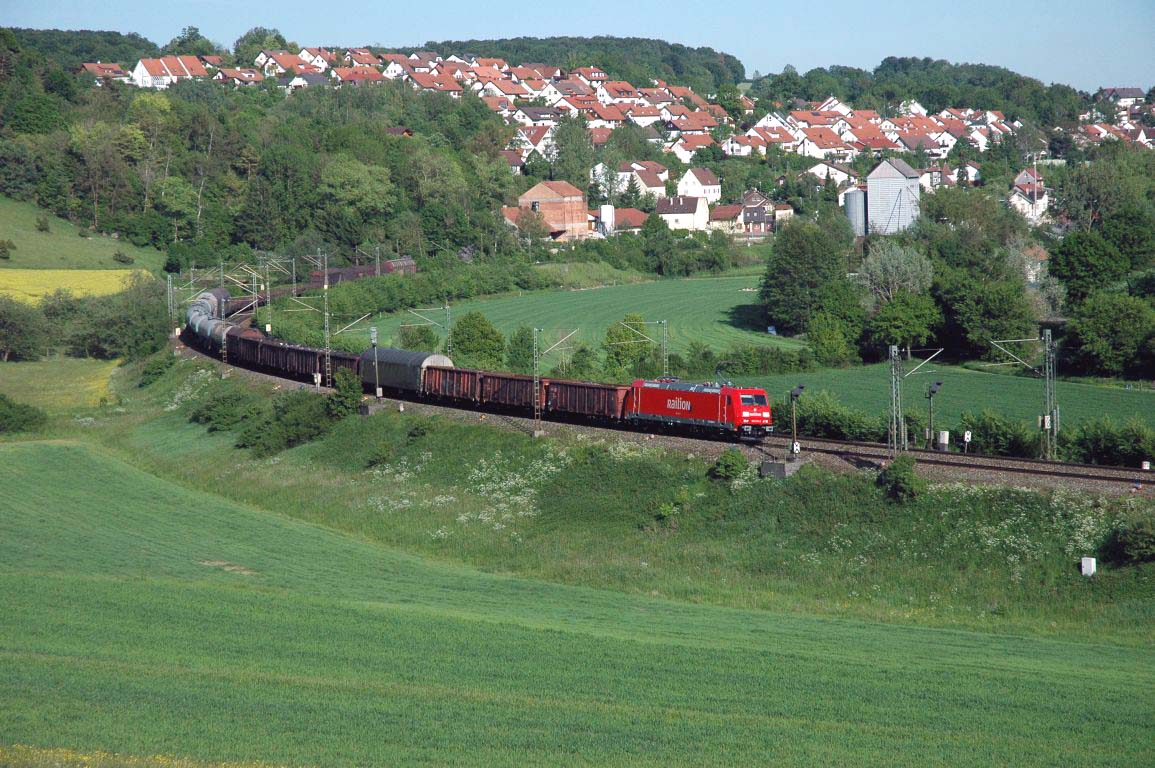
シュトゥットガルトへ向かう貨物列車 (ロン湖)

### 遠距離輸送
2022年12月高速線開通以降、ICE11、ICE47、IC60列車はシュトゥットガルト - プロヒンゲン間とヴェンドリンゲン駅を通過して高速線へ進入する。他にはTGV、レイルジェット、ナイトジェット列車が通行している。
- ICE 42: ドルトムント - エッセン - ドゥイスブルク - ドュッセルドルフ - ケルン - フランクフルト空港 - マンハイム - シュトゥットガルト - ウルム - アウクスブルク - ミュンヘン。120分間隔。
- EC 62: フランクフルト/ザーブリュッケン - シュトゥットガルト - プロヒンゲン - ウルム - アウクスブルク - ミュンヘン -ザルツブルク (- クラゲンフルト/グラーツ/リンツ) 。120分間隔。

### 地域輸送
シュトゥットガルト - ガイスリンゲン区間はシュトゥットガルト運輸・運賃連合（Verkehrs- und Tarifverbund Stuttgart、VVS）の管轄区域である。ガイスリンゲン西 - ウルム区間ではドナウ＝イラー運輸連合社 (Donau-Iller-Nahverkehrsverbund GmbH、DING) の運賃システムが適用されている。
- 快速列車 (RE 5) : シュトゥットガルト - エスリンゲン (ネッカー)  - プロヒンゲン - ゴェピンゲン - ガイスリンゲン (シュタイゲ)  - ウルム - ラーヴェンスブルク - フリードリヒスハーフェン - リンダウ・ロイティン。60分間隔。使用車両はDB146形電気機関車と二階建て客車のプシュプル列車。
- 普通列車 (MEX 12) : ハイルブロン - ビーティクハイム＝ビシンゲン - シュトゥットガルト - バート・カンシュタット - エスリンゲン (ネッカー)  - プロヒンゲン - ヴェンドリンゲン - ロイティンゲン - テュービンゲン。60分間隔。南西ドイツ交通（Südwestdeutsche Landesverkehrs-GmbH, SWEG）運営。使用車両はタレント2。
- 普通列車 (MEX 16) : シュトゥットガルト - バート・カンシュタット - エスリンゲン (ネッカー)  - プロヒンゲン - ゴェピンゲン - ガイスリンゲン (シュタイゲ)  (- ウルム)。30/60分間隔。ゴーアヘッド運用。使用車両はFLIRT3。過去にはDB143形電気機関車と制御装置付きの二階建て客車が使用された。
- 普通列車 (MEX 18) : オスターブルケン - バート・フリードリヒスハル - ハイルブロン - ビーティクハイム＝ビシンゲン - シュトゥットガルト - バート・カンシュタット - エスリンゲン - プロヒンゲン - ヴェンドリンゲン - ロイティンゲン - テュービンゲン。60分間隔。SWEG運営。使用車両はタレント2。
- Sバーン（S 1）: キルヒハイム - ヴェンドリンゲン - フプロヒンゲン - エスリンゲン (ネッカー)  - ウンタートュルクハム - ネッカー公園 - バート・カンシュタット - シュトゥットガルト - シュヴァープ街 - ボェブリンゲン - ヘレンベルク。30分間隔。使用車両はDB430形電車。